# Fabriciana zarewna
Fabriciana zarewna är en fjärilsart som beskrevs av Hans Fruhstorfer 1912. Fabriciana zarewna ingår i släktet Fabriciana och familjen praktfjärilar. Inga underarter finns listade i Catalogue of Life.